# Dobie Gray
Lawrence Darrow Brown (Simonton, 26 luglio 1940 – Nashville, 6 dicembre 2011) è stato un cantante e cantautore statunitense.

## Biografia

### La famiglia e l'infanzia
Dobie Gray nasce il 26 luglio 1940, in una famiglia di mezzadri a Simonton, nel Texas (alcune fonti citano Brookshire, sempre in Texas, come luogo di nascita di Gray, ma egli stesso ha affermato, attraverso il suo sito ufficiale, che proviene da Simonton. Inoltre, vi è un aspro contrasto sul suo vero nome di battesimo: alcune fonti lo vogliono Lawrence Victor Ainsworth - nome che ha usato lo stesso Gray nelle sue prime pubblicazioni - ed altre, oggi più accreditate, Laurence Darrow Brown).
Fin da giovanissimo Gray viene introdotto dal nonno, ministro battista, nel mondo della musica gospel. Dobie inoltre cresce ascoltando musica country e R&B, stili che segneranno il suo futuro successo.

### Primi anni e primi successi
Completati gli studi, si trasferisce a Los Angeles nei primi anni sessanta.
In quegli anni Dobie era già entrato nel mondo della musica con ben sei registrazioni proprie, ma fino ad allora senza troppa fortuna. Il suo primo singolo degno di nota Look at Me nel 1963, fu un vero e proprio successo discografico.
Questo primo successo venne confermato e superato con l'uscita del secondo singolo The 'In' Crowd del 1964. La canzone ottenne un grandissimo successo riuscendo ad arrivare alla posizione n.13 nella US Chart e alle n.11 nella US R&B. Successivamente vennero pubblicati altri due singoli See You at the Go-Go e Rose Garden, che non riuscirono però ad eguagliare il successo del precedente.
Nella sua permanenza a Los Angeles, Dobie prese parte ad alcune opere teatrali nelle vesti di attore. Partecipò a diverse opere come A Raisin in the Sun, The Amen Corner, Look Homeward Angel, Rhinoceron e perfino al popolarissimo musical sulla cultura hippie Hair (il quale lo impegnò per ben due anni e mezzo).

### I Pollution eDrift Away
Nel 1970, mentre ancora lavorava in teatro, fondò un gruppo, i Pollution, insieme al cantante Tata Vega e chitarrista James Quill Smith. In questo periodo Gray era alla batteria. Il loro manager era Max Baer Jr., meglio conosciuto come "Jethro" nella sitcom The Beverly Hillbillies. Durante la sua permanenza nella band incise due album Pollution I e Pollution II, entrambi influenzati da ritmi soul e rock psichedelico.
L'apice della carriera per Gray, però, fu nel 1973 con l'uscita del suo più grande singolo Drift Away, nel quale partecipò Reggie Young creando il famoso riff di chitarra. Non appena pubblicato, il singolo arrivò alla posizione n.5 della US Chart e rimase per sempre la canzone simbolo di Gray. Nel corso degli anni molti artisti, come Elvis Presley e Ray Charles, reinterpretarono la canzone, facendo diventare il singolo uno dei più trasmessi dalle radio americane. A fine 1973 il singolo si piazzò alla posizione n.17 della Billboard Year-End Hot 100 singles of 1973, ottenendo la certificazione di disco d'oro negli USA.

### Il ruolo da cantautore e i lavori pubblicitari
Durante gli anni '70, Gray si trasferì a Nashville, in Tennessee, un paese di modeste dimensione, ma che segnerà a tal punto Dobie da portarlo a dedicargli due canzoni That's One to Grow On e From Where I Stand.
Negli anni successivi il successo da cantante di Gray iniziò a svanire, ma si svilupparono fortemente le sue capacità di cantautore. Negli anni '70 e '80, infatti, scrisse canzoni per molti artisti come Ray Charles, Charley Pride, George Jones, Johnny Mathis, Conway Twitty, John Denver, BJ Thomas, Tammy Wynette e Don Williams.
Oltre a ciò, Dobie venne assunto per la creazione di numerose pubblicità, su radio e tv, legate ad aziende di alto profilo come la Budweiser, la Coca-Cola, l'Allstate, la Chevrolet, la Buick e la Kraft.
Sempre negli anni '70 girò l'Europa, l'Australia e l'Africa (si esibì in Sudafrica durante il periodo dell'apartheid), portando anche al di fuori dei confini statunitensi la propria musica.

### Gli anni '80, '90 e la morte
Negli anni '80 Gray sottoscrisse un contratto con la casa discografica Capitol Records. Con essa pubblicò quattro singoli che offrivano una nuova visione country di Dobie.
Nel 1997 pubblicò l'album Diamond Cuts, che include nuove canzoni e vecchie tracce rimasterizzate.
Gray muore all'età di 71 anni il 6 dicembre 2011 a Nashville, Tennessee, dopo aver a lungo combattuto contro il cancro.

## Discografia
- 1963 - Look (Stripe)
- 1965 - Dobie Gray Sings For 'In' Crowders (Charger)
- 1970 - Dobie & Pollution (Prophecy/Atlantic)
- 1971 - Heir Pollution (Prophecy/Atlantic)
- 1973 - Drift Away (Decca/MCA)
- 1974 - Loving Arms (MCA)
- 1975 - Hey Dixie (MCA)
- 1976 - New Ray Of Sunshine (Capricorn)
- 1977 - Let Go (Capricorn)
- 1978 - The Best Of Dobie Gray (Gallo)
- 1978 - Dobie Gray & Mary Wells (Gusto Inc.)
- 1978 - Midnight Diamond (Capricorn)
- 1979 - Dobie Gray (Infinity)
- 1981 - Welcome Home (Equity / Robox)
- 1986 - From Where I Stand (Capitol/EMI/Amer.)
- 1987 - Love's Talkin'  (Capitol/EMI/Amer.)
- 1996 - Dobie Gray: His Very Best (Razor & Tie)
- 1988 - Diamond Cuts (Dobie Gray Prods.)
- 2001 - Soul Days (CDMemphis)
- 2001 - Dobie Gray: The Ultimate (Universal Hip-O)
- 2001 - Songs Of The Season (Dobie Gray Prods.)
- 2005 - Dobie Gray: A Decade of Dobie (1969-1979) (UMG/Select-O-Hits)